# ABA All-Star Game 1969
L'ABA All-Star Game 1969, svoltosi a Louisville, vide la vittoria finale della Western Division sulla Eastern Division per 133 a 127.
John Beasley, dei Dallas Chaparrals, fu nominato MVP della partita.

## Squadre

### Western Division
| Western Division |                        |     |     |     |     |     |     |     |     |
| Giocatore        | Squadra                | MIN | FGM | FGA | FTM | FTA | RIM | AST | PT  |
| John Beasley     | Dallas Chaparrals      | 29  | 8   | 12  | 3   | 3   | 14  | 2   | 19  |
| Byron Beck       | Denver Rockets         | 27  | 7   | 13  | 0   | 0   | 10  | 1   | 14  |
| Doug Moe         | Oakland Oaks           | 26  | 6   | 13  | 5   | 8   | 6   | 6   | 17  |
| Larry Jones      | Denver Rockets         | 25  | 4   | 9   | 5   | 8   | 5   | 9   | 14  |
| Larry Brown      | Oakland Oaks           | 25  | 1   | 7   | 3   | 5   | 0   | 7   | 5   |
| Red Robbins      | New Orleans Buccaneers | 21  | 8   | 14  | 3   | 4   | 5   | 1   | 19  |
| Warren Davis     | Los Angeles Stars      | 20  | 3   | 8   | 0   | 0   | 7   | 2   | 6   |
| Jimmy Jones      | New Orleans Buccaneers | 18  | 4   | 11  | 6   | 6   | 1   | 2   | 14  |
| Willie Somerset  | Houston Mavericks      | 17  | 2   | 7   | 2   | 2   | 3   | 3   | 6   |
| Rick Barry       | Oakland Oaks           | 12  | 3   | 9   | 4   | 5   | 3   | 1   | 10  |
| Mervin Jackson   | Los Angeles Stars      | 11  | 1   | 3   | 1   | 4   | 2   | 1   | 3   |
| Wayne Hightower  | Denver Rockets         | 9   | 1   | 2   | 4   | 4   | 5   | 0   | 6   |
| Totale           |                        | 240 | 48  | 108 | 36  | 46  | 61  | 35  | 133 |
| All. Alex Hannum | New Orleans Buccaneers |     |     |     |     |     |     |     |     |

MIN: minuti. FGM: tiri dal campo riusciti. FGA: tiri dal campo tentati. FTM: tiri liberi riusciti. FTA: tiri liberi tentati. RIM: rimbalzi. AST: assist. PT: punti

### Eastern Division
| Eastern Division   |                   |             |             |             |             |             |             |             |             |
| Giocatore          | Squadra           | MIN         | FGM         | FGA         | FTM         | FTA         | RIM         | AST         | PT          |
| Louie Dampier      | Kentucky Colonels | 38          | 5           | 14          | 3           | 3           | 2           | 6           | 14          |
| Mel Daniels        | Indiana Pacers    | 31          | 5           | 16          | 7           | 10          | 10          | 2           | 17          |
| Donnie Freeman     | Miami Floridians  | 27          | 7           | 13          | 7           | 7           | 6           | 7           | 21          |
| Darel Carrier      | Kentucky Colonels | 26          | 5           | 12          | 8           | 10          | 4           | 5           | 19          |
| Bob Netolicky      | Indiana Pacers    | 26          | 5           | 9           | 3           | 5           | 12          | 1           | 13          |
| Les Hunter         | Miami Floridians  | 22          | 5           | 10          | 2           | 2           | 6           | 0           | 12          |
| Walt Simon         | New York Nets     | 21          | 8           | 11          | 2           | 3           | 4           | 1           | 18          |
| Skip Thoren        | Miami Floridians  | 17          | 1           | 4           | 0           | 0           | 5           | 2           | 2           |
| Trooper Washington | Minnesota Pipers  | 15          | 2           | 5           | 2           | 2           | 5           | 1           | 6           |
| Goose Ligon        | Kentucky Colonels | 12          | 0           | 2           | 3           | 4           | 3           | 0           | 3           |
| Charlie Williams   | Minnesota Pipers  | 5           | 0           | 2           | 2           | 48          | 0           | 1           | 2           |
| Connie Hawkins     | Minnesota Pipers  | infortunato | infortunato | infortunato | infortunato | infortunato | infortunato | infortunato | infortunato |
| Totale             |                   | 240         | 43          | 98          | 39          | 48          | 57          | 26          | 127         |
| All. Gene Rhodes   | Kentucky Colonels |             |             |             |             |             |             |             |             |

MIN: minuti. FGM: tiri dal campo riusciti. FGA: tiri dal campo tentati. FTM: tiri liberi riusciti. FTA: tiri liberi tentati. RIM: rimbalzi. AST: assist. PT: punti